# Кедровий горіх

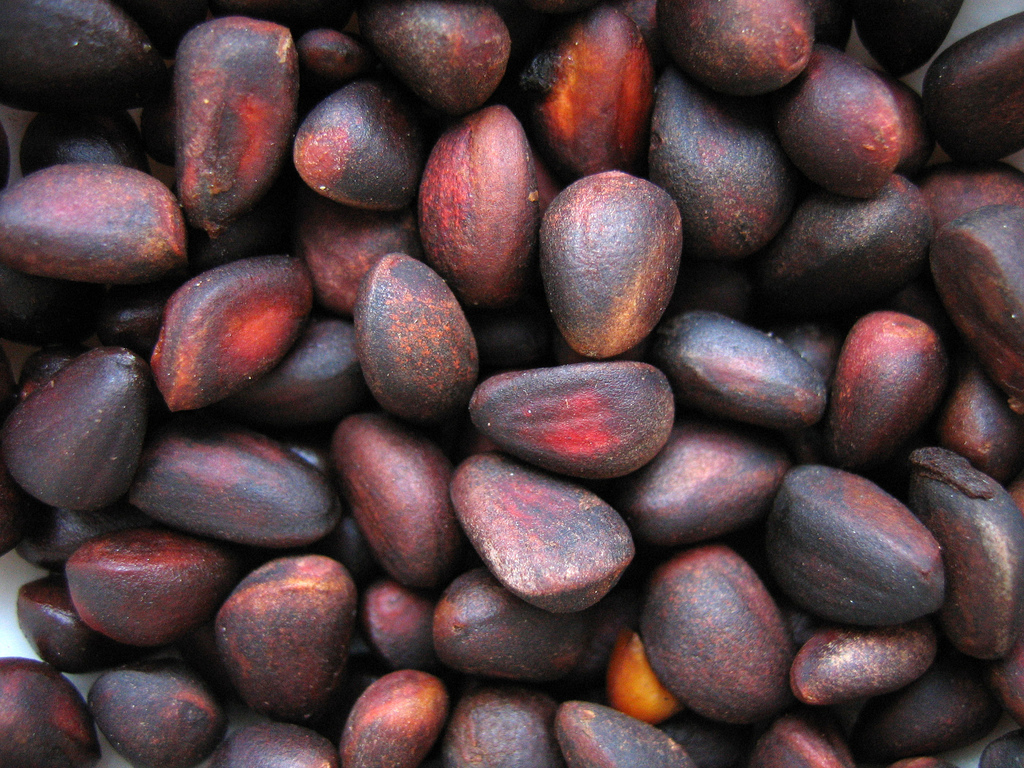
Кедрові горіхи

Ке́дро́вий горіх — загальна назва, вживана щодо насіння деяких видів рослин роду Сосна (Pinus), які саме тому і називаються кедровими соснами. Батьківщиною кедра вважаються сибірські простори, де і нині ростуть ці величні дерева, вік яких може досягати 3000 років.
Найчастіше за все кедровими горіхами називають насіння сосни сибірської (Pinus sibirica). У той же час, насіння справжніх кедрів неїстівне[джерело?].
З наукового погляду горіхами вони не є, однак така назва закріпилась за ними в кулінарії.
Середня маса горіха становить 0,23—0,25 г. Великими вважаються горішки 9 мм, середніми — 7—9 мм, малими — 7 мм та менше.
Ядра горішків дуже смачні та містять багато корисних поживних речовин, таких як кедрова олія, азотисті речовини(незамінні амінокислоти), вуглеводи (фруктоза, сахароза, глюкоза, крохмаль), мікроелементи (марганець, мідь, цинк, кобальт, йод) и вітаміни А, Е, К.
Ядро кедрового горіха складає 55—66 % жирів, 13,5—20 % білків, крохмаль, цукор, вітаміни.

## Склад
Ядра кедрових горішків містять 55—66 % жирів, 13,5—20 % білків, крохмалю, цукрів, вітамінів. До складу олії кедрових горішків входять в основному ненасичені жирні кислоти — олеїнова (16-23 %) і поліненасичені — лінолева і ліноленова (в сумі до 70 — 78,5 % від всіх жирів). Вміст насичених жирних кислот становить 6—7 %. Жиру супроводять 1,3—1,7 % фосфоліпідів. Білок кедрових горішків багатий такими амінокислотами як аргінін, лізин, метіонін, триптофан. За харчовими якостями рослинний білок кедрових горішків досить збалансований, за складом близький (у порівнянні з іншими рослинними білками) до білків тканин тварин і засвоюється організмом людини на 99 %. Іншим фактором, що визначає високу поживну цінність кедрових горішків є те, що вони містять більшість незамінних амінокислот, поліненасичені жирні кислоти, вітаміни B, C, D, E, P, каротин, калій, кальцій, магній, фосфор та інші мінеральні елементи, велику кількість антиоксидантів. Вміст токоферолу (вітаміну E) в ядрі становить до 33 міліграм на 100 г.[джерело?]

## Харчова цінність
Ядра кедрового горіху багаті вітамінами групи B, вітамінами E і K, а також залізом, фосфором, цинком, магнієм, міддю та особливо марганцем. В них велика місткість жиру, як у всіх горіхах. 100 грам горіхів на п'ятнадцять відсотків забезпечують добову потребу людського організму в білках; крім того, білок кедрових горіхів відрізняється від більшості продуктів підвищеним вмістом лізину (до 12,4 г/100 г білка), метіоніну (до 5,6 г/100 г білка) і триптофану (3,4 г/100 г білка) — найбільш дефіцитних амінокислот.

## Використання
Кедрові горішки широко використовуються в народній медицині. Вважається, що вони не мають протипоказань до вживання як у харчових, так і в лікувально-профілактичних цілях. Зокрема, кедрові горішки застосовують при наступних захворюваннях, хоча і не завжди таке використання підкріплене науковими даними:[джерело?]
- імунодефіцитних станах
- алергічних захворюваннях
- атеросклерозі, ішемічній хворобі серця
- захворюваннях шлунково-кишкового тракту, в тому числі виразкової та жовчнокам'яної хвороб.

З іншого боку, вживання кедрових горішків може призвести до серйозних порушень смакових відчуттів. У численних повідомленнях від людей вказується на наявність гіркого або металевого присмаку в роті через один-два дні після вживання кедрових горішків. Порушення смаку проходять без медичної допомоги від декількох днів до кількох тижнів.

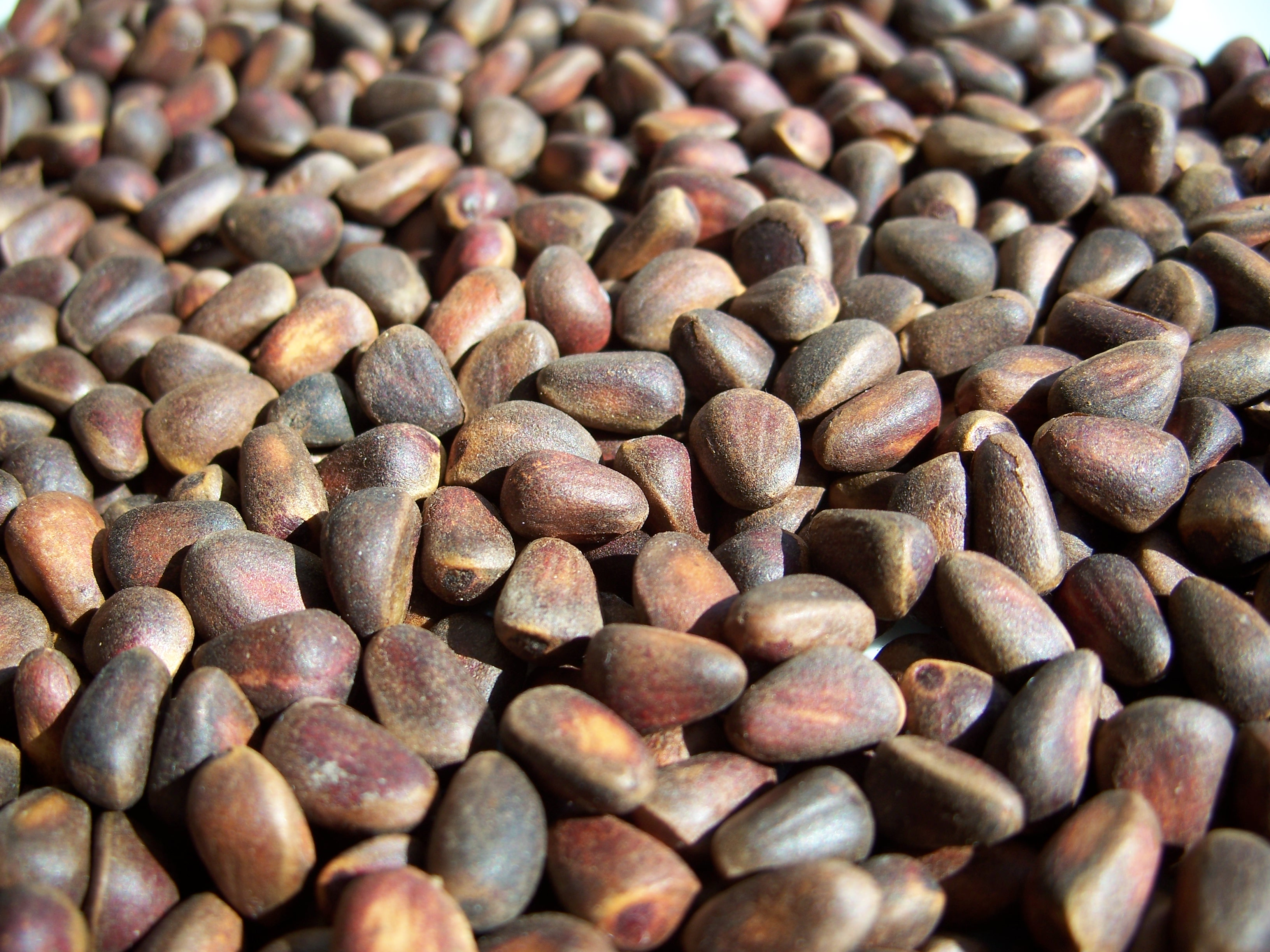
Кедрові горішки

Крім того, ядра кедрових горішків служать сировиною для отримання кедрової (горіхової) олії. Шріт (макуха), який залишається після витискання кедрової олії з горішків, перемелюється і використовується як смакова добавка і збагачувач мікроелементами і вітамінами при приготуванні кондитерських виробів та кулінарних страв. Шкаралупа кедрових горішків є компонентом для деяких бальзамів і настоянок. Також з кедрових горішків виготовляється декоративний будівельний матеріал — кедропласт.
Збір кедрових горішків відбувається за допомогою великої довбні вагою 15-40 кг (у Сибіру її називають «колотом»), якою вдаряють по стовбуру, обтрушуючи гілля.

## Ризик вживання неякісного кедрового горіха
Вживання неякісних, вражених грибком, очищених кедрових горіхів може призвести до серйозних порушень смакових відчуттів. В масових повідомленнях від жителів, що вказують на присутність гіркого або металевого присмаку в роті через 1-2 дні після їх вживання. Порушення смаку відновлюється без медичної допомоги від декількох днів до тижнів. Очищені ядра псуються набагато швидше неочищеного горіха: він може зберігатися до року при кімнатній температурі і низькій вологості (в шишці — до декількох років), а очищений — тільки на холоді.